# Bathyscope

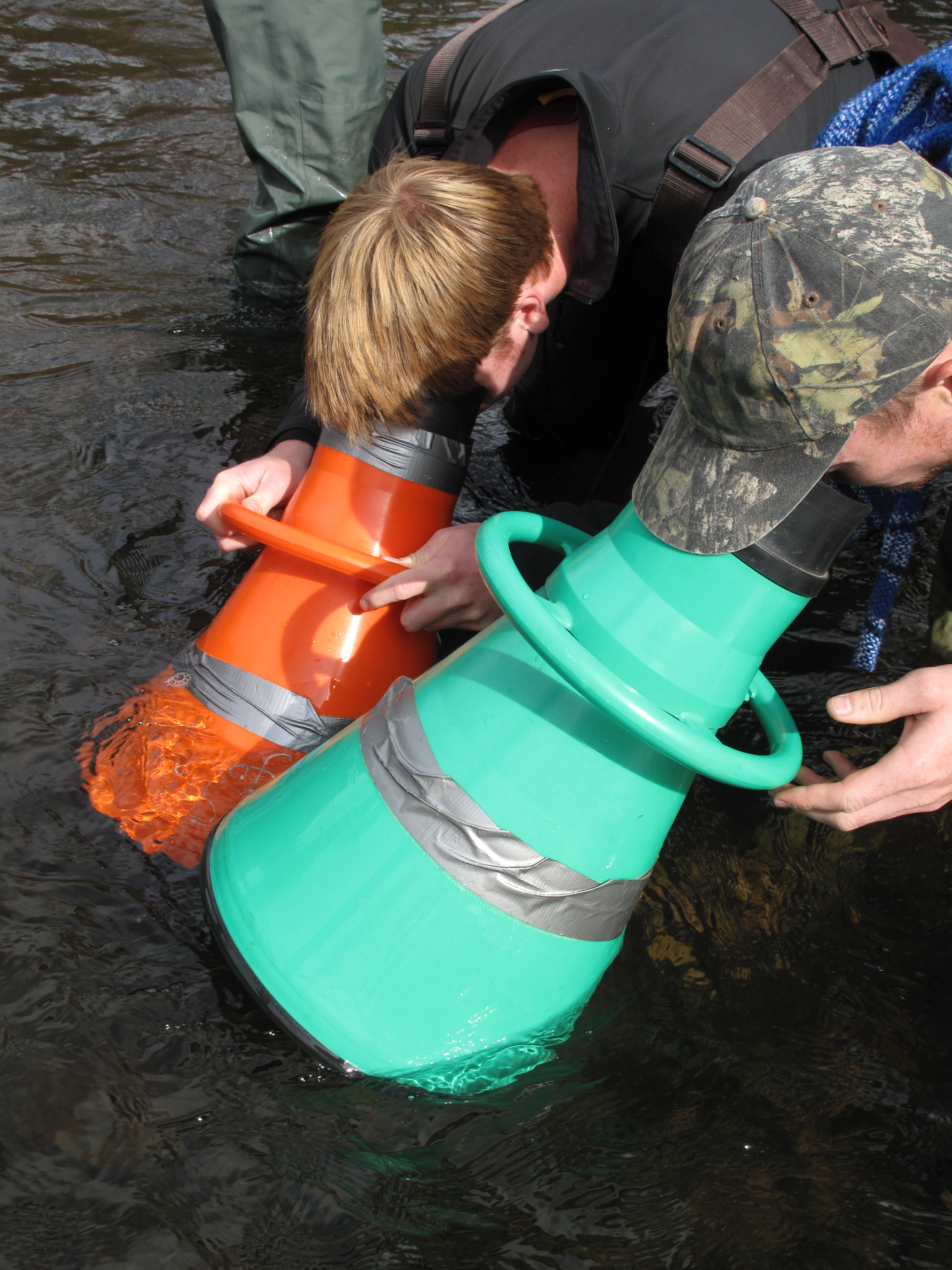
Utilisation de bathyscopes.

Un bathyscope (aussi appelé aquascope, ou, anciennement, lunette de calfat), est un instrument optique de marine, permettant, depuis la surface, de regarder sous l'eau en éliminant les reflets et déformations induites par les vaguelettes et la réfraction de la lumière sur l'interface eau/air. 
Constitué d'un cylindre ou d'un cône, fermé à sa base par une vitre, équipé de poignées, il était autrefois fabriqué en cuivre ; on le trouve aujourd'hui en matière plastique.
Il est utilisé pour l'observation des fonds sous-marins à faibles profondeurs (23 à 30 m maximum selon la transparence de l'eau et l'éclairement), pour, par exemple, l'examen de mouillages de bateaux ou de la nature des fonds, la recherche d'engins de pêche, le suivi de plongeurs en immersion, etc.
Il est également utilisé en cours d'eau et en lacs pour le relevé de la végétation aquatique, en particulier dans le cadre de la mise en œuvre de méthodes de surveillance de la qualité des milieux aquatiques.
Il peut également être utilisé pour la photographie subaquatique, à faible profondeur.